# Antônio Marochi
Antônio Agostinho Marochi (ur. 28 sierpnia 1925 w Campo Largo, zm. 28 stycznia 2018 w Presidente Prudente) – brazylijski duchowny katolicki, biskup pomocniczy Londriny w latach 1973–1976 i biskup diecezjalny Presidente Prudente w okresie 1976–2002.

## Życiorys
Święcenia kapłańskie otrzymał 6 grudnia 1953.
27 września 1973 papież Paweł VI mianował go biskupem pomocniczym Londriny, ze stolicą tytularną Thabraca. 6 grudnia tego samego roku z rąk arcybiskupa Pedro Marchetti Fedalto przyjął sakrę biskupią. 2 lutego 1976 mianowany biskupem diecezjalnym Presidente Prudente. 20 lutego 2002, ze względu na wiek, złożył rezygnację z zajmowanej funkcji na ręce papieża Jana Pawła II.
Zmarł 28 stycznia 2018.